# Яворє (Шентюр)
Яворє (словен. Javorje) — поселення в общині Шентюр, Савинський регіон, Словенія. 
Висота над рівнем моря: 473 м.